# Orticó
L'Orticó és un tub analitzador d'imatge basat en l'iconoscopi però, a diferència d'aquest, el feix electrònic té una velocitat petita a fi d'evitar l'emissió secundària.

## Funcionament
Aquest tub fa ús del principi de la fotoemissió. L'objectiu projecta una imatge en el fotocàtode. Aquest element al rebre la llum en la seva cara interior, provoca una emissió d'electrons en quantitat proporcional a la lluminositat de la imatge enfocada.
Davant el fotocàtode està situada la pantalla o mosaic d'emissió secundària que és positiva respecte al fotocàtode i, per això, atreu cap a ell els electrons emesos per aquest. Perquè el desplaçament sigui en línia recta existeixen unes bobines d'enfocament que garanteixen la seva no desviació. Els electrons passen per una malla o reixa i xoquen contra la pantalla provocant, pel xoc, l'aparició d'electrons secundaris que són atrapats per la malla. L'emissió d'aquests electrons secundaris deixa sobre el vidre de la pantalla un conjunt de càrregues positives que donen informació referent a la imatge captada per l'objectiu i projectada sobre el fotocàtode.
Les càrregues positives es mantenen perfectament repartides gràcies a la pantalla o mosaic d'emissió secundària és una llàmida d'un tipus de vidre que presenta una alta resistència en el sentit de la seva superfície, i impideix que les càrregues positives es desplacin cap als costats.
L'exploració de la imatge elèctrica present en la cara interna de la pantalla es realitza mitjançant un feix d'electrons (deflactat) línia per línia d'esquerra a dreta i de dalt a baix per unes bobines d'enfoc.
Els electrons generats pel canó es desplacen a una gran velocitat que els confereix una elevada cinètica que provocaria, per l'impacte contra la pantalla, una nova lliberació d'electrons secundaris que alteraria les cargues presents en la pantalla. Això ocasionaria una incorrecta reproducció de la imatge. Per evitar aquest xoc violent l'orticó inclou una reixeta o malla a la qual s'aplica una tensió positiva. La malla actua com a fre en la velocitat dels electrons debut a l'efecte elèctric d'atracció de cargues amb diferent signe.
Els electrons provinents del canó d'electrons (carga negativa) meutralitzen les cargues positives existents sobre la superficie del mirall tornant cap enrere els electrons sobrants. D'aquesta forma els electrons de retonr (aquells que no han precisos per neutralitzar les cargues positives), proporcionen una informació sobre la imatge enfocada sobre el fotocàtode. Si la imatge enfocada és brillant, apareixeran un gran nombre de cargues positives sobre la pantalla i serà necessari un gran nombre d'electrons secundaris quan xoca en elles un electró. Un orticó d'imatge que disposi de cinc etapes multiplicadores produeix un senyal de vídeo de més o menys 100 mil·livolts que ja pot ser amplificat en una etapa convencional.